# Vivi-Benotto-Puma
Vivi-Benotto-Puma oder Selle Italia-Chinol war ein italienisches professionelles Radsportteam, das von 1982 bis 1983 bestand. Das Team ist nicht zu verwechseln mit den beiden Teams Santini-Selle Italia und Selle San Marco.

## Geschichte
Das Team wurde 1982 unter der Leitung von Franco Montanelli und Luciano Pezzi gegründet. Im ersten Jahr konnte nur ein Rennen gewonnen werden. Beim Giro dell’Appennino wurde ein zweiter Platz und beim GP Camaiore ein vierter Platz erreicht. Im zweiten Jahr wurde neben den Siegen ein 7. Platz bei Mailand-Sanremo, ein 2. Platz bei der Trofeo Laigueglia, ein 6. Platz bei Gent–Wevelgem und ein 4. Platz beim Giro di Romagna erzielt. Höhepunkte waren sicherlich der Gewinn der 14. Etappe beim Giro d’Italia durch Gregor Braun und der Gewinn der Nachwuchswertung durch Franco Chioccioli, einen späteren Sieger des Giro d’Italia. Außerdem der Gewinn der Deutschen Straßen-Radmeisterschaften durch Gregor Braun. Am Ende der Saison 1983 wurde das Team aufgelöst.

## Erfolge
1982
- Circuito di Col San Martino

1983
- eine Etappe und  Nachwuchswertung Giro d’Italia
- Deutsche Meisterschaft – Straße
- eine Etappe Giro del Trentino
- Giro di Sardegna

## Grand-Tour-Platzierungen
| Grand Tour            | 1982 | 1983 |
| --------------------- | ---- | ---- |
| Vuelta a EspañaVuelta | –    | –    |
| Giro d’ItaliaGiro     | –    | 16   |
| Tour de FranceTour    | –    | –    |

## Bekannte ehemalige Fahrer
- Franco Chioccioli (1982–1983)
- Uwe Bolten (1983)
- Gregor Braun (1983)
- Cesare Cipollini (1982)